# Кройка
Кройка (рум. Croica) — село у повіті Мехедінць в Румунії. Входить до складу комуни Коркова.
Село розташоване на відстані 236 км на захід від Бухареста, 36 км на схід від Дробета-Турну-Северина, 66 км на північний захід від Крайови.

## Населення
За даними перепису населення 2002 року у селі проживали 200 осіб, усі — румуни. Усі жителі села рідною мовою назвали румунську.